# La escritura o la vida
La escritura o la vida es un libro del escritor español Jorge Semprún, publicado en 1994  cuyo título en francés es L'Écriture ou la Vie. Combina un relato autobiográfico sobre la vida del autor después de su liberación de un campo de concentración, y una reflexión sobre la dificultad de contar directamente la experiencia de la deportación. Aunque es autobiográfico, es ante todo un libro de memorias, porque relata sus experiencias y la influencia de la historia en su vida según el influjo de sus recuerdos.
En Buchenwald, Jorge Semprún descubrió muy joven lo que él mismo describió como "vivir la muerte". Cuando regresó del campo, había sobrevivido, y creyó que podría exorcizar la muerte que había visto tan de cerca a través de la escritura. Renacer a través de la escritura. En vano.
Por este libro Jorge Semprún fue galardonado con el Premio Femina Vavaresco. También fue galardonado con el Premio Literario de Derechos Humanos en 1995 por su vida ejemplar y su amor a la humanidad, pero también por sus cualidades literarias.

## Presentación
"En Ascona, en el Tesino", escribió, "en un soleado día de invierno de diciembre de 1945, me había puesto sobre aviso para elegir entre escribir o vivir". Había tomado esta decisión, no porque no supiera escribir, sino porque no podía sobrevivir escribiendo. Porque la escritura lo sumergía de nuevo en la muerte, lo sumergía en ella: "Me asfixiaba en el aire irrespirable de mis borradores, cada línea escrita hundía mi cabeza bajo el agua como si estuviera una vez más en la bañera de la villa de la Gestapo en Auxerre. Estaba luchando por sobrevivir. Estaba fracasando en mi intento de contar la historia de la muerte para silenciarla; Si hubiera continuado, habría sido la muerte la que me habría dejado mudo. »
Fue una mujer que desempeñó un papel importante en su liberación a través de la escritura: "No tenía otra razón para interesarse por mí que yo misma: eso era lo que me molestaba, gracias a Lorène que no sabía nada de mí, había vuelto a la vida, es decir, al olvido: la vida estaba a ese precio. Olvido deliberado de la experiencia del campamento. No se trataba de escribir nada más. Eso habría sido ridículo, despreciable tal vez. »
No escribió este libro hasta 1987, después de haberlo reelaborado muchas veces, precedido por otros como El largo viaje, su primer relato escrito en 1963 que habla de su partida a Buchenwald. Desde el principio, es el choque de las miradas lo que domina: la de Jorge Semprún, "su mirada loca, devastada", la del "horror dilatado de un joven soldado estadounidense fijo en la pila de cadáveres amontonados a la entrada del edificio del horno. Un montón de cuerpos demacrados y amarillentos, retorcidos con espaldas puntiagudas bajo la piel áspera y tensa, con los ojos saltones. »
A partir de ahí, evocará el sufrimiento, las humillaciones, las palizas, las pisadas en el barro, los perros, la muerte de sus amigos. Todo lo que conformaba la terrible cotidianidad de un campo de concentración. Luego está la insinuación de lo indecible, que trata de compartir con nosotros, la literatura, la evocación de Goethe, cuya querida ciudad de Weimar no está lejos de Buchenwald, con el teniente Rosenfeld, un americano naturalizado, judío, de origen alemán, que vino a luchar contra el nazismo.
Luego, a medida que pasan las páginas, los recuerdos se deslizan, la literatura, la filosofía, las novelas, la poesía, todo lo que lo vincula con la vida, mezclado con los horrores del campo pero finalmente más fuerte que ellos. A través de su enfoque, tan original como vital para él, trata de dar testimonio de lo que estos hombres y mujeres pueden haber vivido, de dar testimonio de todos aquellos que no han regresado o que no pueden expresar su terrible experiencia.